# شعب سنوهوميش

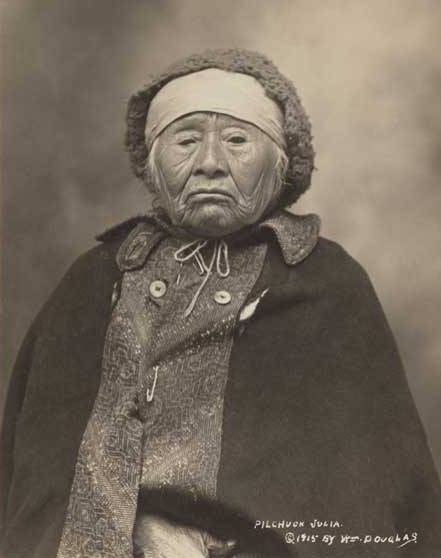
جوليا من شعب سونوهوميش

شعب سنوهوميش هم شعب ساليش الساحلي الناطق باللغة اللوشوتية وهم من السكان الأصليين لمنطقة بوجيه ساوند في واشنطن في الولايات المتحدة. وهم يقيمون في المقام الأول حول نهر سنوهوميش وشمال بوجيه ساوند. تقليديا، تحدث سنوهوميش بلهجة فرعية من شمال لوشوتسيد ؛ على الرغم من أنها توقفت عن الاستخدام لصالح اللغة الإنجليزية في العصر الحديث، إلا أن العديد من القبائل حاولت تنشيط اللغة والتعاليم التقليدية الأخرى (المعروفة باسم لوشوتسيد).

## اسم
الاسم "سنوهوميش" هو ترجمة لاسم Lushootseed: sduhubš. في وقت قريب من الاتصال، حدث تحول لغوي حيث تحولت الحروف الساكنة الأنفية، مثل m أو n، في العديد من الكلمات لتصبح b أو d على التوالي. ويظهر هذا في العديد من نطق أقدم المتحدثين بلغة Lushootseed، والذين لا يزال بعضهم ينطق الكلمات بالطريقة القديمة.  عندما التقى سنوهوميش بالأوروبيين لأول مرة، تم نطق اسمهم على أنه سنوهوميش ، مما أدى إلى ظهور كلمة "سنوهوميش" باللغة الإنجليزية. وبعد مرور بعض الوقت، تغير اسم Lushootseed، بينما ظل الاسم باللغة الإنجليزية كما هو، مما أدى إلى التناقض الموجود اليوم.
تم أيضًا تحويل سنوهومش إلى اللغة الإنجليزية بعدة طرق، بما في ذلكسدو-هوبش وسدوهوكبس وSinahomish وسنيوموسيس. 
معنى كلمة sduhubš محل نقاش بين اللغويين ومؤرخي القبائل. في الوقت الحالي، فإن أصل الكلمة الأكثر شيوعًا والذي تستخدمه قبائل التولاليب هو أنها تعني "رجال كثيرون". وفقًا لزعيم سنوهوميش البارز، الرئيس ويليام شيلتون ، فإن الاسم يعني "سكان الأراضي المنخفضة".
حاليًا، تمّت تسمية مقاطعة سنوهوميش ومدينة سنوهوميش ونهر سنوهوميش على اسم شعب سنوهوميش.

## تاريخ

### الاتصال المسبق
أسلوب الحياة التقليدي لقبيلة سنوهوميش هو أسلوب حياة الصيادين وجامعي الثمار شبه المستقرين. كان رجال سنوهوميش يصطادون ويصطادون على طول الأنهار والسواحل، بينما كانت النّساء يجمعن النّباتات في الغابات والمروج. تمتد الأراضي التقليدية لقبيلة سنوهوميش عبر ما يعرف الآن بمقاطعة سنوهوميش. يمتد النطاق الكامل لأراضيهم من جنوب إيفريت، بالقرب من موكيلتيو، شمالًا إلى وارم بيتش، حتى نهر سنوهوميش إلى التقاء نهري سنوكوالمي وسكيكوميش، والطرف الجنوبي لجزيرة كامانو، والنصف الجنوبي من جزيرة ويدبي.
لم تكن قبيلة سنوهوميش، مثل غيرها من الشّعوب النّاطقة بلغة اللّوشوتسيد، مجموعة موحدة سياسيًا تقليديًا. كان المعرّف الأساسي هو هوية القرية الممتدة الخاصّة بالفرد؛ وبالتالي، هناك عدة أقسام فرعية من سنوهوميش الحديثة. وكان من بينهم سنوهوميش الحقيقيون، أولئك الذين يعيشون حول الجزء السفلي من نهر سنوهوميش حول قرية هسبالب الرئيسية. كان هناك أيضًا شعب كويلسيدا ( Lushootseed) الذين عاشوا في عدة قرى بالقرب من كويل سيدا كريك. كان هناك أيضًا سدودوهوبش، الذين يعيشون في الروافد العليا لنهر سنوهوميش حتى نقطة التقاءه. أخيرًا. 
عام 1844، كان 322 سنوهوميش معروفين. وبعد عقد من الزمن، كان عدد سكانها حوالي ثلاثمئة وخمسون نسمة. في تعداد عام 1980، كان هناك سبعمئة سنوهوميش، وبحلول عام 2008 ارتفع عدد سكّان سنوهوميش إلى ألف ومئتين. اعتبارًا من عام 2023، هناك ما لا يقل عن خمس آلاف ومئة فرد من قبائل تولاليب، الغالبية العظمى منهم من أصل سنوهوميش.
عندما واجه سنوهوميش تاجر شركة خليج هدسون جون وورك في شهر ديسمبر عام 1824، كانوا يخشون أن يكون حزبه قد جاء لمهاجمتهم. لقد كانوا منذ فترة طويلة في صراع مع شعوب أخرى، مثل سكلام في شمال شرق شبه الجزيرة الأولمبيّة و كويشان في جنوب شرق جزيرة فانكوفر. بمجرد أن أدركوا أنّ التّجار كانوا ودودين، أظهر محارب سنوهوميش كيفيّة قتل الكويتشانيين، في حال هجومهم.
كانت قبيلة سنوهوميش من بين القبائل التي تتاجر مع شركة خليج هدسون في فورت نيسكوالي، التي تأسّست عام 1833 في الطّرف الجنوبي من بوجيه ساوند. كما التقوا بمبشّرين من الرّوم الكاثوليك الذين دخلوا أراضيهم في أوائل أربعينيّات القرن التاسع عشر. في وقت هذه الاتصالات، كان يحكم قبيلة سنوهوميش زعماء، وكان لكل زعيم تأثير على عدّة قرى.

### معاهدة بوينت إليوت عام 1855
عام 1855، عُقد مجلس في ما يعرف الآن بموكيلتيو بواشنطن لكي يقوم حاكم الإقليم آنذاك إسحاق ستيفنز بصياغة معاهدة من شأنها التّنازل عن أراضي الأشخاص الذين يعيشون في منطقة بوجيه ساوند الشمالية إلى الولايات المتحدة. حضر حوالي ثلاثمئة وخمسين سنوهوميش، ثم وقع تسعة من زعماء سنوهوميش على معاهدة بوينت إليوت. تم إنزال سنوهومش تحت سنوكوالمي بواسطة ستيفنز، الذي ادعى أن سنوهومش كانوا فرقة تابعة لـسنوكوالمي، بقيادة باتكنيم. وقد استاء سنوهوميش على نطاق واسع من هذا، الذين كانوا في الواقع ينظرون إلى سنوكوالمي على أنّهم أقلّ شأنا، لأنهم لم يعيشوا على طول السّواحل ولكن بعيدا عن النّهر في الجبال. وبالرغم من ذلك، استاء ستيفنز وغيره من العملاء الهنود من سنوهوميش. في حين تحالف سنوكوالمي تحت حكم باتكانيم مع الولايات المتحدة خلال الحرب الهنديّة لعامي 1855-1856، ظلّ سنوهوميش على الحياد. دفع هذا الحياد عميلاً هنديًا في شهر فبراير عام 1856 إلى التّوصية بأن يقوم إسحاق ستيفنز بحلّ القبيلة، لأنّهم "لم يفعلوا شيئًا من أجلنا". في هذه المعاهدة تم إنشاء محميّة تولاليب، واضّطر سنوهوميش، من بين مجموعات أخرى، من بينها سنوكوالمي وسكيكوميش، وكلاهما هبط إلى مرتبة تحت سنوكوالمي في المعاهدة، إلى الانتقال إلى المحميّة.
الحسابات والسّجلات التّاريخية غير مؤكّدة ما إذا كان الموقّعون على معاهدة بوينت إليوت سنوهوميش وكوست ساليش قد فهموا تمامًا محتويات المعاهدة وعواقبها.
تسمح المادة السابعة من معاهدة بوينت إليوت لرئيس الولايات المتحدة بالتصرف لاحقًا نيابة عن القبائل المتضررة من الاتّفاقية.

### عصر الحجز
في وقت مبكّر من فترة الحجز، الوكيل الهندي القسّ. استخدم يوجين كاسمير شيروس، وسائل مختلفة لمساعدة الأمريكيّين الأصليّين على النّجاة من المرحلة الانتقالية الصّعبة. غادر العديد من سنوهوميش المحميّة بعد ذلك للعودة إلى منازلهم السّابقة بسبب الاكتظاظ الذي قلل من قدرتهم على البقاء على قيد الحياة في بيئتهم القسرية. وفي سبعينيات القرن التّاسع عشر، غادر المزيد بسبب السياسات الحكوميّة القمعية التي دمرت ثقافتهم التقليدية ولغتهم وطريقة حياتهم وقدرتهم على كسب رزقهم كما فعلوا دائمًا على أسس أجدادهم التاريخية.

## قبائل تولاليب في واشنطن
معظم سنوهوميش مسجّلون الآن في قبائل تولاليب المعترف بها اتحاديًا في مدينة واشنطن، والمعروفة أكثر باسم قبائل تولاليب، وغالبًا ما يشار إليها خطأً باسم قبيلة تولاليب. قبائل تولاليب هي اتّحاد كونفدرالي وشريكة في مصلحة عدّة مجموعات: سنوهوميش، سكايكوميش، وبشكلٍ مثيرٍ للجدل، سنوكوالمي. كانت هذه نقطة خلاف عندما حاربت قبيلة سنوكوالمي من أجل الاعتراف الفيدرالي لنفسها وحصلت بعد ذلك على الاعتراف الفيدرالي، ويُعترف بها الآن على نطاق واسع على أنّها الخليفة في مصلحة شعوب سنوكوالمي الأصليّة.
محمية تولاليب، التي تم إنشاؤها لمجموعة سنوهوميش والمجموعات الأخرى (بما في ذلك أولئك الذين ينتظرون التحفظات الموعودة مسبقًا) بموجب معاهدة بوينت إليوت، تقع غرب مدينة ماريسفيل، وتقع على أراضي سنوهوميش التقليدية. رغما عن ذلك، يعيش معظم الأعضاء المسجّلين اليوم خارج الحجز.
في 23 من شهر ديسمبر عام 1873 تم توسيعها بأمر تنفيذيّ من 22489.91 فدّانًا إلى 24320 فدانًا.

## سنوهوميش البارز
- بويدا ستراند ، حائكة السلال
- سناه-تلك، أو بونابرت، نائب رئيس سنوهوميش
- وليام شيلتون ، رئيس
- تومي يار ، لاعب سابق في اتحاد كرة القدم الأميركي وكابتن كرة القدم الأيرلندية نوتردام فايتينغ

## ملحوظات
1. ↑  "About dxʷləšucid Lushootseed". Lushootseed (بالإنجليزية الأمريكية). 5 Dec 2014. Archived from the original on 2023-07-01. Retrieved 2023-05-16.
2. 1 2  Bates، Dawn؛ Hess، Thom؛ Hilbert، Vi (1994). Lushootseed Dictionary. Seattle: University of Washington Press.
3. 1 2 3 4  Ruby et al. 303
4. ↑  Bates، Dawn؛ Hess، Thom؛ Hilbert، Vi (1994). Lushootseed Dictionary. Seattle: University of Washington Press.Bates, Dawn; Hess, Thom; Hilbert, Vi (1994).
5. ↑  "Home". The Tulalip Tribes. مؤرشف من الأصل في 2023-08-24. اطلع عليه بتاريخ 2023-05-16.
6. ↑  Dover، Harriet Shelton (2015). Tulalip From my Heart. Seattle: University of Washington Press.
7. ↑  Ruby et al. 303-304
8. ↑  "Governor's Office of Indian Affairs". www.goia.wa.gov. مؤرشف من الأصل في 2004-11-13.
9. ↑  Ruby et al. 304
10. ↑  "Home". The Tulalip Tribes. مؤرشف من الأصل في 2023-08-24. اطلع عليه بتاريخ 2023-05-16."Home".
11. ↑  Breda, Isabella (31 May 2022). "Duwamish recognition fight underscores plight of treaty tribes". Everett Herald (بالإنجليزية الأمريكية). Archived from the original on 2023-05-17. Retrieved 2023-05-16.
12. ↑  "Snohomish". Four Directions Institute. مؤرشف من الأصل في 2008-05-10. اطلع عليه بتاريخ 2013-07-03.{{استشهاد ويب}}:  صيانة الاستشهاد: مسار غير صالح (link)

## روابط خارجية
- "Snohomish". Four Directions Institute. مؤرشف من الأصل في 2008-05-10. اطلع عليه بتاريخ 2013-07-03.{{استشهاد ويب}}:  صيانة الاستشهاد: مسار غير صالح (link)
- "Native Americans: Snohomish History and Culture (Sdoh-doh-hohbsh, Sdohobich, Tulalip)". Native Languages of the Americas. مؤرشف من الأصل في 2023-04-18. اطلع عليه بتاريخ 2013-07-03.